# Oxepin
Oxepin ist der einfachste ungesättigte sauerstoffhaltige siebengliedrige Heterocyclus.

## Darstellung
Oxepin kann durch die chemische Reaktion von 4,5-Dibromo-Cyclohexenoxid mit einer Base gewonnen werden. Hierbei handelt es sich um eine Eliminierungsreaktion. Gillard et al. verwendeten hierzu DBU als Base.

## Eigenschaften
Oxepin besitzt kein aromatisches System, es steht im Gleichgewicht mit Benzoloxid:
In diesem Valenztautomerie-Gleichgewicht haben beide Komponenten annähernd gleichen Anteil.